# Ali Kaabi
Ali Kaabi (ur. 15 listopada 1953) – tunezyjski piłkarz występujący na pozycji obrońcy. Uczestnik Mistrzostw Świata 1978.

## Kariera klubowa
Podczas Mistrzostw Świata 1978 reprezentował barwy klubu Club Olympique des Transports.

## Kariera reprezentacyjna
Z reprezentacją Tunezji uczestniczył w zwycięskich eliminacjach do Mistrzostw Świata 1978.
Na Mundialu wystąpił we wszystkich trzech meczach grupowych z: reprezentacją RFN, reprezentacją Polski oraz reprezentacją Meksyku. W meczu z Meksykiem strzelił pierwszą, historyczną bramkę dla Tunezji na Mistrzostwach Świata.
Później uczestniczył w przegranych eliminacjach do Mistrzostw Świata 1982.